# كريستيان باش
كريستيان باش (بالإسبانية: Christian Bach)‏، مواليد 9 مايو 1959 في بوينس آيرس، هي ممثلة ومنتجة مسلسلات، تحمل الجنسيتان الأرجنتينية والمكسيكية. توفيت يوم 26 فبراير 2019 بسبب قصورٍ رئوي.

## وصلات خارجية
- كريستيان باش على موقع IMDb (الإنجليزية)
- كريستيان باش على موقع ألو سيني (الفرنسية)
- كريستيان باش على موقع أول موفي (الإنجليزية)
- كريستيان باش على موقع قاعدة بيانات الفيلم (الإنجليزية)
- كريستيان باش على موقع كينوبويسك (الروسية)